# Martin Kranitz
Martin Kranitz (* 26. Dezember 1967) ist ein deutscher Badmintonspieler. 

## Karriere
Martin Kranitz wurde 1991 bei den deutschen Meisterschaften Dritter im Herrendoppel. 1993, 1996 und 1997 wiederholte er diese Platzierung. 1996 wurde er deutscher Mannschaftsmeister mit dem SSV Heiligenwald.

## Sportliche Erfolge
| Saison    | Veranstaltung                     | Disziplin    | Platz | Name |
| --------- | --------------------------------- | ------------ | ----- | --- |
| 1985/1986 | Deutsche Einzelmeisterschaft U22  | Herrendoppel | 2     | Franz-Josef Müller (SSV Heiligenwald) / Martin Kranitz (SSV Heiligenwald)                                                                       |
| 1987/1988 | Deutsche Einzelmeisterschaft U22  | Herrendoppel | 2     | Franz-Josef Müller (SSV Heiligenwald) / Martin Kranitz (SSV Heiligenwald)                                                                       |
| 1990/1991 | Deutsche Einzelmeisterschaft      | Herrendoppel | 3     | Martin Kranitz / Franz-Josef Müller (SSV Heiligenwald)                                                                                          |
| 1991/1992 | Deutsche Hochschulmeisterschaften | Herrendoppel | 1     | Stephan Kuhl / Martin Kranitz (Uni Saarbrücken)                                                                                                 |
| 1992/1993 | Deutsche Einzelmeisterschaft      | Herrendoppel | 3     | Martin Kranitz / Franz-Josef Müller (SSV Heiligenwald / BC Eintracht Südring Berlin)                                                            |
| 1995/1996 | Deutsche Mannschaftsmeisterschaft | Mannschaft   | 1     | SSV Heiligenwald (Hermawan Susanto, Martin Lundgaard Hansen, Martin Kranitz, Thomas Berger, Erica van den Heuvel, Michael Keck, Nicole Grether) |
| 1995/1996 | Deutsche Einzelmeisterschaft      | Herrendoppel | 3     | Martin Kranitz / Franz-Josef Müller (SSV Heiligenwald / OSC Düsseldorf)                                                                         |
| 1996/1997 | Deutsche Einzelmeisterschaft      | Herrendoppel | 3     | Martin Kranitz / Franz-Josef Müller (SSV Heiligenwald / TuS Wiebelskirchen)                                                                     |